# Euroškola
Euroškoly jsou soukromé střední odborné školy v České republice zřizované organizací ESO Euroškola s.r.o., jejímž partnerem je organizace německých Euroškol založená v roce 1966 pod názvem Euro-Schulen-Organisation, se zkratkou ESO. Do názvu společnosti se přenesla idea svobodného a vzdělaného občana v jednotné Evropě, otevřenost světu, toleranci a dynamickému myšlení. ESO Euroškola poskytuje v České republice vzdělání od roku 1992.

## Studijní programy

### Studijní obory Euroškol

#### Denní čtyřleté maturitní studium
Euroškola Praha

Ekonomika a podnikání
- Ekonomika a management (ESA)
- Ekonomika a cestovní ruch

Euroškola Česká Lípa

Ekonomika a podnikání, Hotelnictví
- Informatika a reklama
- Bezpečnostní služby
- Hotelnictví a cestovní ruch

Euroškola Strakonice

Ekonomika a podnikání, Hotelnictví
- Ekonomika a reklamní grafika
- Hotelnictví a turizmus

Trojské gymnázium

Osmileté gymnázium

#### Dálkové nástavbové studium
Podnikání – dvouleté (Euroškola Praha, Euroškola Strakonice), tříleté (Euroškola Česká Lípa)

Gastronomie – tříleté (Euroškola Česká Lípa)

## Studijní místa
- Praha – Troja – Euroškola Praha, Trojské gymnázium
- Česká Lípa – Euroškola Česká Lípa
- Strakonice – Euroškola Strakonice

## Fotogalerie

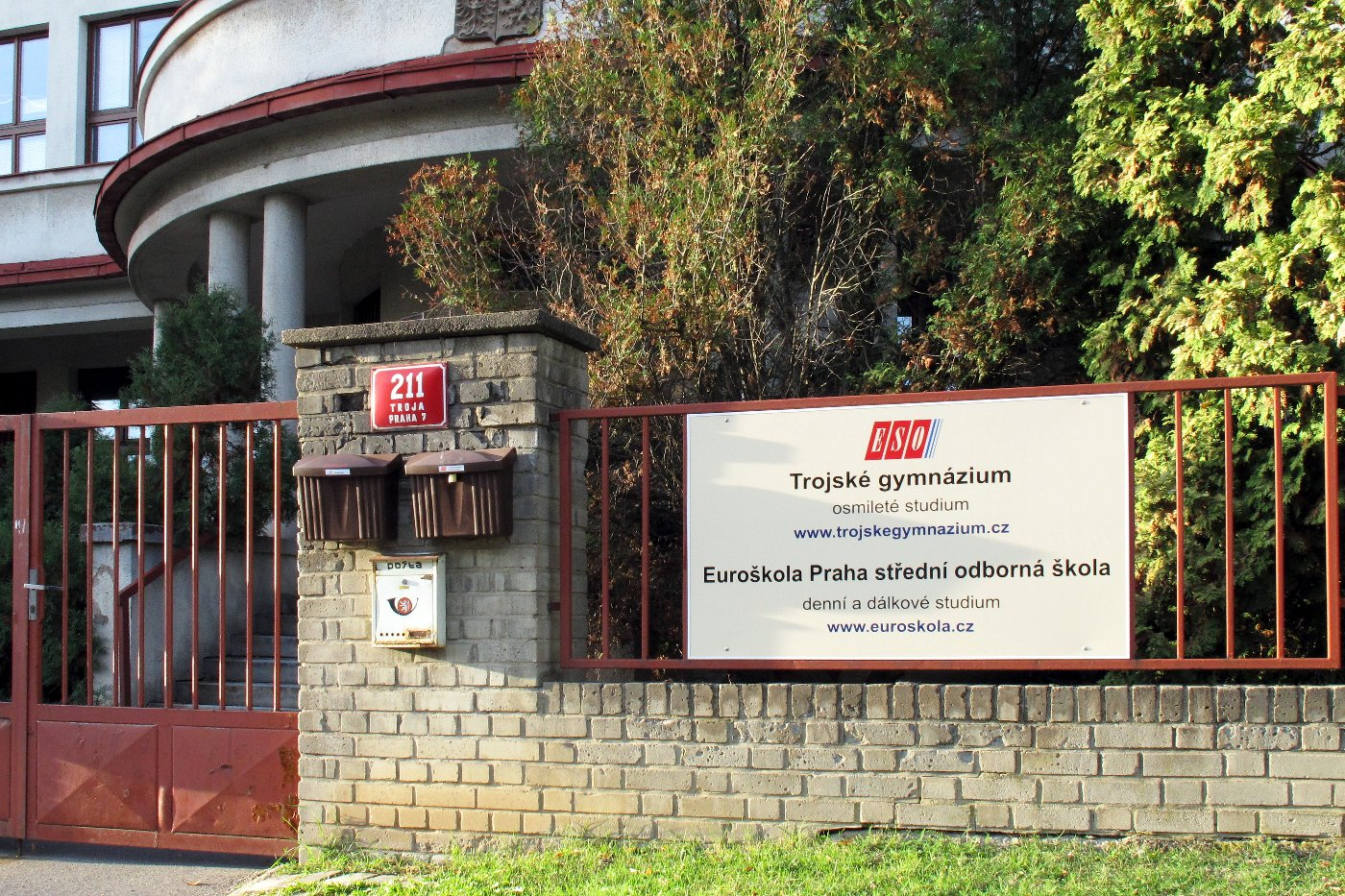
Euroškola Praha – Troja
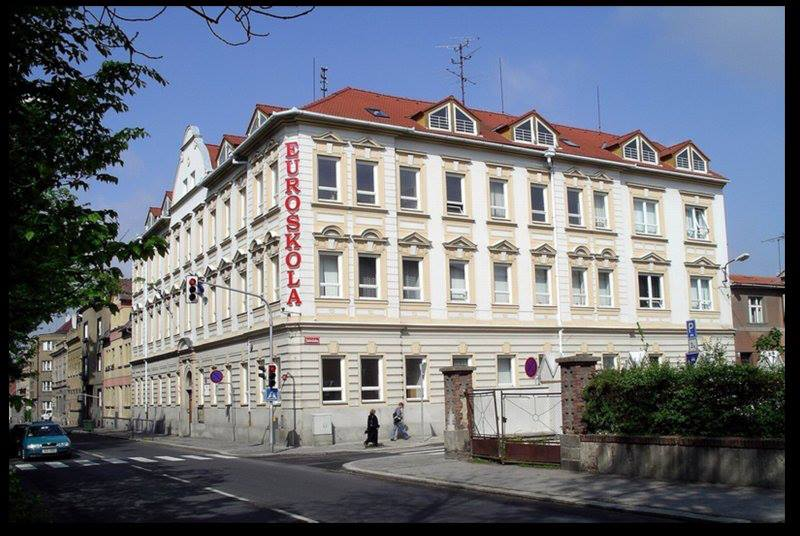
Budova Euroškoly Strakonice
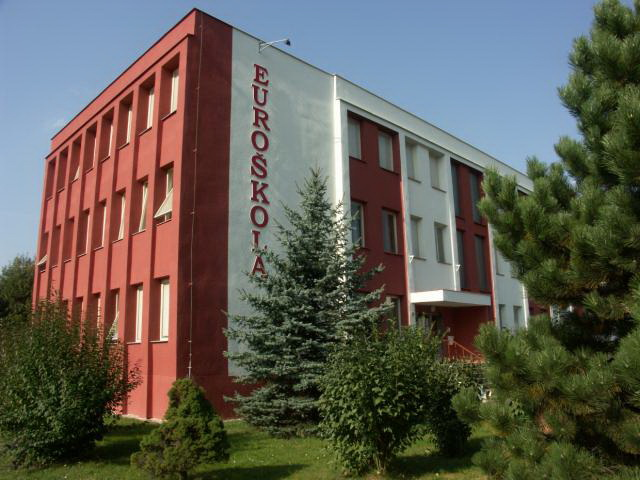
Budova Euroškoly Česká Lípa
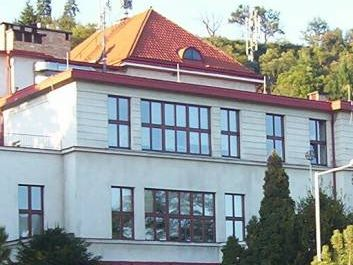
Budova Trojského gymnázia